# Jozef Verhaeghe
Jozef Verhaeghe (Ingelmunster, 8 december 1919 - Kuurne, 24 mei 1940) was een Belgisch militair.
Verhaeghe was een soldaat 12e linie - 4 Cie - klas 39. Hij sneuvelde tijdens de Duitse inval in mei 1940 en werd begraven te Bissegem op 11 juni 1940. Verhaeghe had zich tijdens de Leieslag in Kuurne ingegraven. Lange tijd belette hij in zijn eentje dat de Duitsers de Leie konden oversteken. Dit maakte zoveel indruk op de Duitsers dat hij een begrafenis kreeg met Duitse militaire eer.